# Marmalade Boy
Marmalade Boy (ママレード・ボーイ?, Mamarēdo Bōi) è un manga shōjo scritto e disegnato da Wataru Yoshizumi, pubblicato in Giappone sulla rivista Ribon di Shūeisha dal maggio 1992 all'ottobre 1995. In Italia è stato pubblicato da Planet Manga dal settembre 1998 al settembre 1999.
Dal manga è stato tratto un anime di 76 episodi, prodotto da Toei Animation e andato in onda in Giappone su TV Asahi tra il marzo 1994 e il settembre 1995; in Italia è stato trasmesso, con il titolo Piccoli problemi di cuore, su Canale 5 e Italia 1 dal gennaio all'aprile 1997. Tra il 1994 e il 1996 sono uscite delle light novel, mentre il 4 marzo 1995 è uscito un mediometraggio d'animazione, conosciuto anche come "capitolo 0" che fa un po' da preludio a quella che sarà poi la trama nella serie.
Tra il 2001 e il 2002 è stata trasmessa una serie televisiva live action (dorama) prodotta a Taiwan, dal titolo Jú zǐ jiàng nánhái (橘子醬男孩S, lett. "Marmalade Boy"). Anche se la base della trama è simile, molti dei personaggi non compaiono e la vicenda del triangolo amoroso viene molto semplificata. Un film live action basato sulla storia è uscito il 27 aprile 2018.
Tra maggio 2013 e settembre 2018 è stato pubblicato un sequel intitolato Marmalade Boy Little (ママレード・ボーイ ｌｉｔｔｌｅ?, Mamarēdo Bōi little), incentrato su Rikka Matsuura e Saku Koishikawa, fratelli di Miki e Yū dell'età di 13 anni, figli delle coppie ricombinate formatesi a seguito dello scambio di partner.

## Trama
(Miki Koishikawa a Yū Matsuura, Marmalade Boy, vol. 1 - cap. 3.)
Miki Koishikawa è una ragazza che frequenta il secondo anno di scuola superiore, vivendo una vita normale. La ragazza è però sconvolta, quando apprende l'annuncio dell'improvviso divorzio dei suoi genitori, i quali si scambieranno i partner con una coppia incontrata alle Hawaii; durante una cena, Miki incontra l'altra coppia e, quindi, anche il loro figlio Yū Matsuura, di circa la sua stessa età. Inizialmente Miki non approva questa situazione, soprattutto per via di Yū che la prende continuamente in giro, ma a poco a poco i due diventano amici e finiscono con l'innamorarsi.
Il legame tra Miki e Yū diventa sempre più complicato a causa delle precedenti relazioni avute con altri: questi includono Ginta Suō, compagno di classe di Miki con cui lei condivide la passione per il tennis, e l'ex fidanzata di Yū, Arimi Suzuki. Inoltre, la migliore amica di Miki, Meiko Akizuki, comincia ad avere problemi a causa del rapporto affettivo che ha con uno degli insegnanti, Shin'ichi Namura.
Durante la serie il rapporto tra Miki e Yū viene ulteriormente sviluppato e messo alla prova, influenzato da altri intorno a loro e le relazioni che si sviluppano con questi.

## Personaggi
Miki Koishikawa (小石川 光希?, Koishikawa Miki)
Doppiata da: Mariko Kōda (ed. giapponese), Elisabetta Spinelli (ed. italiana)
È una ragazza di 16 anni allegra, vivace e molto istintiva, tuttavia incapace di nascondere le proprie emozioni. Frequenta la scuola superiore Toryo, gioca nella squadra di tennis, sport di cui è molto appassionata, e inizialmente lavora part-time nella gelateria Bobson's, successivamente nel negozio di arredamento di Rei e Akira Mizutani. La sua migliore amica è Meiko, alla quale confida ogni suo pensiero attraverso un diario in comune. Quando frequentava le scuole medie era follemente innamorata di Ginta, ma ricevette un rifiuto, restando comunque sua amica. Dopo che i genitori ritornano dalle vacanze alle Hawaii, la ragazza è molto contraria al loro divorzio, ma alla fine accetta ed è così che conosce Yū, figlio dell'altra coppia con cui i Koishikawa si scambiano partner. Dopo un'iniziale antipatia nei suoi confronti, Miki comincia ad entrare in crisi, innamorandosene; i due, più tardi, si dichiarano a vicenda, e, dopo aver affrontato vari ostacoli, il loro amore trionfa.
Yū Matsuura (松浦 遊?, Matsuura Yū, in Italia Yuri)
Doppiato da: Ryōtarō Okiayu (ed. giapponese), Simone D'Andrea (ed. italiana)
È un ragazzo tranquillo ed introverso, riesce ad essere se stesso solamente con pochissime persone. Quando apprende la decisione dei suoi genitori sul divorzio non si scompone, al contrario di Miki. Trasferitosi alla Toryo, non frequenta nessuna attività extra-scolastica, e lavora part-time nel negozio di abbigliamento di Kijima. Intelligente e bravo in tutti gli sport, ha una grandissima passione per l'architettura, che lo porta a girare il Giappone e ad andare negli Stati Uniti a studiare alla St. Andrews. S'innamora fin dal primo incontro di Miki, ma glielo rivela solamente più tardi, chiedendole di tenere nascosta la loro relazione ai quattro genitori. Per dimostrarle affetto, si diverte a punzecchiare quest'ultima, che lo soprannomina Marmalade Boy, perché simile alla marmellata di arance che dietro l'aspetto dolce nasconde un retrogusto amaro. Il suo carattere è l'opposto di quello di Miki, infatti è molto difficile capire i suoi sentimenti; al contrario, è questo ciò che Yū ama della sua fidanzata. Nel corso della serie, il ragazzo è deciso a scoprire chi sia il vero padre: una serie di circostanze lo porta a pensare che sia lo stesso di Miki, e questo li porterebbe ad essere fratelli da un lato. Tuttavia si tratta tutto di un equivoco, i due non hanno alcun legame di sangue e possono vivere felicemente la loro storia d'amore.

## Manga

Copertina del Illustration Book dell'edizione italiana. A sinistra: Yū e Miki. A destra: Arimi, Ginta e Meiko

Il manga è stato pubblicato sulla rivista Ribon dal maggio 1992 all'ottobre 1995 e successivamente è stato serializzato in 8 tankōbon per conto della Shūeisha, pubblicati tra l'8 dicembre 1992 e il 15 febbraio 1996. Due ristampe, una in sei volumi e una in cinque, sono state distribuite rispettivamente tra il marzo e agosto 2004 e il maggio e agosto 2008.
In alcune pagine dei tankōbon vi sono disegni dell'autrice, che sostituiscono le pubblicità presenti nella rivista Ribon. Essa ha utilizzato questi spazi per scrivere note e pensieri (detti free talk) a lato pagina. Nel secondo volume, in occasione della partita di Ginta e Yū contro Tsutomu, è presente un capitolo extra intitolato From Wataru to You II, dove l'autrice, appassionata di tennis, spiega le regole del gioco. Nell'ultimo volume, l'autrice ha inserito come bonus dei brevi annunci della Ribon e due capitoli extra intitolati L'altro Marmalade I e II, in cui viene spiegata la prima idea di Marmalade Boy. Tutti i personaggi avevano i sessi invertiti: il protagonista (che sarebbe diventato Miki) era un ragazzo timido e tranquillo che si trovava a convivere con una ragazza molto bella e dispettosa (Yū), che non perde l'occasione per infastidirlo; il ragazzo ha un amico di infanzia (Meiko) ed una specie di ex-fidanzata (Ginta). È per questo motivo che il manga è intitolato "Marmalade Boy", ma l'editore di Ribon, visto che la rivista era letta quasi esclusivamente da ragazze, impose all'autrice di cambiare il sesso al protagonista e la storia si trasformò in quella che è stata poi pubblicata. Tuttavia, il titolo è rimasto lo stesso, abbinandolo in modo un po' forzato a Yū.
Durante la stesura dell'opera, il finale progettato inizialmente dall'autrice differisce molto da quello che è stato poi pubblicato: sarebbe stato di tipo aperto, lasciando al lettore il dubbio su cosa realmente sarebbe accaduto ai personaggi. Ginta e Arimi non diventavano una coppia, né Meiko ritornava assieme al professor Namura. L'idea di partenza era di rendere davvero Miki e Yū fratelli da un lato, e quindi destinati a lasciarsi. In seguito sarebbe stato Ginta a prendersi cura di Miki, promettendole di aspettare fino a che non avrebbe dimenticato Yū. Quest'ultimo avrebbe rincontrato Meiko quattro anni dopo e i due si sarebbero avvicinati per via della delusione con i rispettivi amori. Tuttavia, scrivendo il terzo capitolo, la Yoshizumi diventò meno certa su quest'idea, pensando che i genitori dei protagonisti sarebbero state delle persone terribili a fare una cosa del genere ai loro figli e preoccupandosi di come i lettori avrebbero reagito al triste epilogo. Il suo editore, infatti, fu contrario e le consigliò di cambiarlo in un finale più lieto, che è quello che è stato poi pubblicato.
In Italia il manga è stato pubblicato dalla Planet Manga in 16 volumetti dal 10 settembre 1998 al 16 settembre 1999 e successivamente nel 2002 in otto volumi collection; in tali edizioni, è stato ribaltato in modo che si leggesse "all'occidentale", ovvero da sinistra a destra. Nel 2009 è stata ristampata una nuova edizione, denominata Gold, in otto volumi e due diverse versioni: una da edicola e una da fumetteria, che si differenzia dall'altra per la sola presenza della sovraccopertina. Nel 2015, in occasione della pubblicazione di Marmalade Boy Little, è uscita una riedizione, sempre in otto volumi; per tali edizioni è stato ripristinato il senso di lettura originale (da destra a sinistra) e, a detta della casa editrice, è stata rivista la traduzione.

## Anime
L'anime, prodotto dalla Toei Animation, è composto da 76 episodi, andati in onda su TV Asahi dal 13 marzo 1994 al 3 settembre 1995. È diviso in due stagioni, sebbene vengano considerate come parte di un'unica serie. L'anime risulta molto simile al manga nella prima parte, differenziandosi più marcatamente nella seconda, come la parte in cui Yū è in America, poiché si è voluto concludere il manga e l'anime in contemporanea in modo che quest'ultimo non svelasse il finale prima che l'autrice lo disegnasse. Questo ha permesso agli sceneggiatori di narrare nuove situazioni e di far maturare i personaggi: nella seconda stagione è presente ad esempio una Miki più determinata, uno Yū meno introverso e un Kei meno egocentrico. L'autrice stessa ha dichiarato di non aver mai voluto osteggiare il lavoro degli sceneggiatori dell'anime, curando però il character design di alcuni personaggi non presenti nel fumetto come Anju (una vecchia amica di Yū, malata di cuore) oppure Brian, Will, Jinny, Doris (tutti personaggi conosciuti da Yū in America). Tuttavia si oppose fermamente alla loro decisione di far morire i personaggi di Anju e del prof. Namura.
- La prima stagione va dall'episodio 1 all'episodio 49. Questa narra tutta la prima parte della storia: il divorzio, la scelta di Miki tra Yū e Ginta, lo scandalo della relazione tra Meiko e il prof. Namura, i problemi con Kei e Suzu.
- La seconda stagione va dall'episodio 50 all'episodio 76. Questa narra tutta la parentesi americana di Yū, disegnata in modo da far finire l'anime in contemporanea al manga, perché altrimenti l'anime avrebbe svelato prima il finale della serie.

In Italia è stato acquistato da Mediaset ed è stato trasmesso in prima visione sull'emittente televisiva Canale 5 con il titolo Piccoli problemi di cuore, in un'edizione pesantemente censurata che differisce parecchio da quella originale, a partire dal 27 gennaio 1997, all'interno del contenitore Bim Bum Bam. Nonostante questo, riscosse un enorme successo con uno share del 20%, appassionando grazie alle sue tematiche. Successivamente, il 31 marzo 1997, l'anime ha traslocato su Italia 1 fino alla sua conclusione il 10 aprile seguente.

### Sigle
Sigla di apertura
- Egao ni aitai (笑顔に会いたい?), di Rie Hamada

Sigla di chiusura
- Suteki na serenade (素敵な小夜曲?), di Miho Fujiwara (ep. 1-31)
- Kareha-iro no crescendo (枯れ葉色のクレッシェンド?), di Yasuhiro Mizushima (ep. 32-53)
- Yoake no etude (夜明けのエチュード?), di Yōko Ichikawa (ep. 54-76)

Sigla di apertura e di chiusura italiana
La sigla italiana Piccoli problemi di cuore, scritta da Alessandra Valeri Manera con la musica di Franco Fasano ed interpretata da Cristina D'Avena, presenta un arrangiamento completamente diverso dalle originali e viene usata sia in apertura che in chiusura. Il brano è stato poi incluso in alcuni album della cantante, ovvero Cristina D'Avena e i tuoi amici in TV 10, Greatest Hits, Cristina D'Avena e i tuoi amici in TV 18, Cartoonlandia Girls e #le sigle più belle. L'autore Fasano, nel 2012, ha pubblicato una versione cantata da lui nella sua raccolta fff - FORTISSIMISSIMO, mentre nel 2017 è stata inclusa nell'album di duetti Duets - Tutti cantano Cristina della D'Avena, con un nuovo arrangiamento e cantata insieme ad Ermal Meta.

### Adattamento italiano

Il primo bacio tra Miki e Yū

L'adattamento italiano è composto da 63 episodi contro i 76 della serie originale. L'edizione italiana differisce parecchio da quella giapponese dalla quale sono stati eliminati tutti gli innumerevoli elementi ritenuti inadatti al pubblico televisivo di riferimento. Questa edizione fortemente censurata è stata venduta sul mercato internazionale col titolo di A little love story.
In totale sono stati rimossi ben 152 minuti, 114 nella prima stagione e 38 nella seconda, e questo ha comportato brusche interruzioni tra la fine e l'inizio di ogni episodio; alcune parti, infatti, sono state unite ad altre per portare la durata dell'episodio riadattato ai consueti 24 minuti. Sono state apportate modifiche anche alle musiche: alcune canzoni cantate sono state sostituite dalla rispettiva versione strumentale, altre invece sono state scritte ed interpretate da Nicola Bartolini Carrassi, principale creatore dell'adattamento, altre sono state cantate assieme ad Emanuela Pacotto (voce di Meiko/Meri), a Simone D'Andrea (voce di Yū/Yuri) e a Nadia Biondini.
Grazie al successo di ascolti, che arrivarono a toccare punte anche del 21% di share nelle occasionali messe in onda serali (poi abbandonate proprio a causa degli ascolti troppo alti che disturbavano i TG in concorrenza) e del 14% in quelle pomeridiane, Mediaset decise di produrre con lo stesso metodo della precedente una nuova serie che si sarebbe intitolata Miki e Yuri questo è amore, di 26 episodi e che avrebbe contenuto anche materiale video rimasto inedito fino ad allora. Venne vagliata anche l'idea di farne un seguito con attori dal vivo come già avvenuto anni prima per le serie televisive di Licia con Cristina D'Avena, e si arrivarono a fare anche alcuni casting per scegliere gli attori. Poi si abbandonò questa via e si preferì produrre la nuova serie col già collaudato metodo del montaggio video di materiale originale. La lavorazione era già avviata e si era arrivati a produrre 4 episodi, con il quinto in lavorazione, e doppiarne 3 quando il progetto naufragò definitivamente a causa dei diversi progetti personali delle varie persone che ci lavoravano. I tre episodi già finiti sono tuttavia circolati in qualche modo in internet per un periodo e sono dunque numerosi gli appassionati che hanno avuto modo di visionarli.

#### A Little Love Story
Con il titolo di A Little Love Story, la versione made in Italy dell'anime fu rivenduta ad altri 12 paesi, dove ebbe un discreto successo.

## Film
Nel 1995 è stato prodotto un film, diretto da Akinori Yabe, intitolato Marmalade Boy - Quello stesso giorno a casa di Yū (映画版ママレード・ボーイ?, Eiga-ban Mamarēdo Bōi, lett. "Marmalade Boy - Il film"). Uscito il 4 marzo 1995, è stato poi distribuito in VHS, LD e DVD. Il film, che per l'anime funge da prequel alla storia, racconta brevemente cosa accadde a Yū il giorno prima della cena in cui Miki conosce per la prima volta Yū e i Matsuura. Tutto questo per la prima volta visto non dalla parte di Miki, ma dagli occhi di Yū. Si capisce un dettaglio interessante della storia in questo film, ovvero che Yū aveva già visto e si era già preso una cotta per Miki.
In questa giornata, il ragazzo incontra una buffa ragazza, Miki, che disturbata da cinque monelli si mette a giocare con loro, facendo finta di essere "il mostro salvietta Koishikawa", causando l'ilarità di Yū. In quest'occasione, il ragazzo raccoglie un polsino dimenticato da Miki; successivamente per caso la vede camminare con un'amica, Meiko, e decide di seguirle, ma quando rischia di essere scoperto, si dilegua. Il giorno dopo ha la conferma di quello che immaginava: il "mostro salvietta Koishikawa" è la ragazza con cui sarebbe andato a vivere. Ripromettendosi di restituirle il polsino, manterrà la sua decisione anche se non è concesso conoscerne le modalità, poiché negli episodi 63 e 64 Miki ha effettivamente il polsino.
L'edizione italiana, arrivata nel 1998, è stata curata da Yamato Video e diretta da Nicola Bartolini Carrassi, stavolta esente da censure o modifiche (infatti vengono usati i nomi della versione originale), anzi, con un avviso all'inizio del film dove lui stesso si dichiara felice che la "vera" storia sia finalmente arrivata in Italia. I doppiatori sono gli stessi della serie animata e le canzoni Egao ni aitai e Moment sono state ricantate in italiano da Carrassi, da Nadia Biondini, da Emanuela Pacotto e da Simone D'Andrea, con rispettivamente i titoli Come foglie d'autunno e Di nuovo insieme e una traduzione abbastanza libera.
Sigla di apertura
- Egao ni aitai (笑顔に会いたい?), di Rie Hamada

Sigla di chiusura
- Yoake no etude (夜明けのエチュード?), di Yōko Ichikawa

## CD e DVD
Tra il 1994 e il 2003 sono stati pubblicati diversi CD e raccolte, sia di image song che di OST; oltre a questi, sono usciti anche VHS, LD e DVD. Molte canzoni contenute negli album possono essere trovate anche in CD non strettamente legati alla serie, come nella raccolta Anime Song Best Selection '96 e nelle discografie personali delle doppiatrici dell'anime. Il disco Marmalade Chara Oshaberi-Time veniva regalato a chi acquistava i primi 3 album; altri 3 CD, Sweet Bitter, erano in allegato con ciascuno dei DVD-BOX.
| Nº | Titolo CD                                                                     | Numero tracce               | Data uscita       |
| -- | ----------------------------------------------------------------------------- | --------------------------- | ----------------- |
| 1  | Egao ni aitai (笑顔に会いたい?)                                               | 4                           | 21 aprile 1994    |
| 2  | MOMENT                                                                        | 4                           | 21 maggio 1994    |
| 3  | Marmalade Boy Vol. 1 Music Monologue from Miki                                | 18                          | 21 giugno 1994    |
| 4  | Marmalade Boy Vol. 2 Message for Lovers                                       | 18                          | 21 agosto 1994    |
| 5  | Saigo no yakusoku (最後の約束?)                                               | 4                           | 21 settembre 1994 |
| 6  | Marmalade Boy Vol. 3 Marmalade Voice!                                         | 12                          | 21 settembre 1994 |
| 7  | Marmalade Chara Oshaberi-Time (ママレード・キャラ Ｏｓｈａｂｅｒｉ–Ｔｉｍｅ?) | 11                          | 21 settembre 1994 |
| 8  | Kareha-iro no crescendo (枯れ葉色のクレッシェンド?)                           | 4                           | 5 novembre 1994   |
| 9  | Marmalade Boy Vol. 4 Love affairs                                             | 22                          | 21 novembre 1994  |
| 10 | Marmalade Boy Fuyu no okurimono (ママレード・ボーイ 冬のおくりもの?)          | 14                          | dicembre 1994     |
| 11 | Marmalade Boy Vol. 5 Marmalade Face!                                          | 10                          | 21 febbraio 1995  |
| 12 | melody ~Dakishimete~ (ｍｅｌｏｄｙ～抱きしめて～?)                            | 4                           | 1º marzo 1995     |
| 13 | Yoake no etude (夜明けのエチュード?)                                          | 4                           | 1º marzo 1995     |
| 14 | Marmalade Boy Vol. 6 The étude of dawn                                        | 24                          | 21 maggio 1995    |
| 15 | Marmalade Boy Vol. 7 Marmalade・Summer                                        | 11                          | 21 luglio 1995    |
| 16 | Marmalade Boy Vol. 8 Final Edition                                            | 23 (disco 1) + 16 (disco 2) | 5 novembre 1995   |
| 17 | Marmalade Boy Best Album/Single Collection                                    | 12                          | 16 dicembre 1995  |
| 18 | Sweet Bitter CD 1 Miki-Yū                                                     | 4                           | 2 maggio 2003     |
| 19 | Marmalade Boy zenkyoku-shū (ママレード・ボーイ全曲集?)                        | 17 (disco 1) + 16 (disco 2) | 21 maggio 2003    |
| 20 | Sweet Bitter CD 2 Arimi-Ginta                                                 | 4                           | 26 settembre 2003 |
| 21 | Sweet Bitter CD 3 Meiko-Shinichi                                              | 4                           | 26 dicembre 2003  |

| Nº | Titolo DVD                                                                          | Data uscita       |
| -- | ----------------------------------------------------------------------------------- | ----------------- |
| 1  | Marmalade Boy DVD-BOX 1 (ママレード・ボーイ ＤＶＤ–ＢＯＸ １?)                      | 2 maggio 2003     |
| 2  | Marmalade Boy DVD-BOX 2 (ママレード・ボーイ ＤＶＤ–ＢＯＸ ２?)                      | 26 settembre 2003 |
| 3  | Marmalade Boy DVD-BOX 3 (ママレード・ボーイ ＤＶＤ–ＢＯＸ ３?)                      | 26 dicembre 2003  |
| 4  | Marmalade Boy Anniversary DVD-BOX (ママレード・ボーイ アニバーサリーＤＶＤ–ＢＯＸ?) | 24 ottobre 2012   |

## Videogiochi
Nel 1995 sono usciti in Giappone dei videogiochi di Marmalade Boy, basati sull'anime da Bandai Entertainment. In uno dei giochi, il giocatore interpreta il ruolo di Miki che prova a fidanzarsi con uno dei tre personaggi maschili principali della serie (Yū, Ginta e Kei). Questo gioco è stato altamente criticato per il fatto di essere un'imitazione della famosa serie Konami Tokimeki Memorial.
| Nº | Titolo videogioco                   | Piattaforma   | Data uscita     |
| -- | ----------------------------------- | ------------- | --------------- |
| 1  | Marmalade Boy (ママレード・ボーイ?) | Gameboy       | 27 gennaio 1995 |
| 2  | Marmalade Boy (ママレード・ボーイ?) | Super Famicom | 21 aprile 1995  |

## Libri e romanzi

### Light novel
Sono state pubblicate una serie di light novel da Yumi Kageyama, con Wataru Yoshizumi in qualità di illustratrice. Composta da 10 volumi, sono state pubblicate con l'etichetta Cobalt Bunko di Shūeisha da luglio 1994 a marzo 1996.
| Nº | Data uscita    | ISBN               |
| -- | -------------- | ------------------ |
| 1  | luglio 1994    | ISBN 4-08-611872-6 |
| 2  | settembre 1994 | ISBN 4-08-611893-9 |
| 3  | novembre 1994  | ISBN 4-08-614013-6 |
| 4  | dicembre 1994  | ISBN 4-08-614033-0 |
| 5  | marzo 1995     | ISBN 4-08-614056-X |
| 6  | aprile 1995    | ISBN 4-08-614073-X |
| 7  | luglio 1995    | ISBN 4-08-614105-1 |
| 8  | ottobre 1995   | ISBN 4-08-614124-8 |
| 9  | dicembre 1995  | ISBN 4-08-614156-6 |
| 10 | marzo 1996     | ISBN 4-08-614176-0 |

### Art book
Il primo di essi, contenente illustrazioni e schizzi preparatori disegnati dall'autrice, è stato pubblicato anche in Italia nel 2003 dalla Planet Manga.
1. Marmalade Boy Yoshizumi Wataru Illust-shū (ママレード・ボーイ 吉住渉イラスト集?), SG Comics Special, 30 gennaio 1995, ISBN 4-08-855091-9.
2. Marmalade Boy Koi no STYLE BOOK (ママレード・ボーイ 恋のＳＴＹＬＥ ＢＯＯＫ?), Shūeisha, 3 giugno 1995, ISBN 10-64331-35-1001.

### Altro
1. Marmalade Boy Best Collection (ママレード・ボーイ ベスト・コレクション?), Tokyo Ongaku Shoin, agosto 1995, ISBN 978-4-8114-2259-6.

## Serie televisiva
Nel 2001 è stata prodotta una serie televisiva live action (dorama) taiwanese dal titolo Jú zǐ jiàng nánhái (橘子醬男孩S, lett. "Marmalade Boy"), andata in onda per 30 episodi sull'emittente televisiva CTS. La sigla d'apertura della serie è Wēnshì de huā (溫室的花S, lett. "Fiori di serra") cantata da Stella Huang, mentre quella di chiusura è Wǒ hǎo xiǎng (我好想S, lett. "Lo voglio davvero") cantata da Chō Shintetsu. La trama della serie parte da un punto di partenza simile a quello dell'opera, ma lo sviluppa in maniera molto più semplificata e non tutti i personaggi dell'originale sono presenti.
| Personaggio                 | Interprete     |
| --------------------------- | -------------- |
| Xiǎoshíchuān Guāngxī (Miki) | Stella Huang   |
| Sōngpǔ Yóu (Yū)             | Ken Chu        |
| Xū Wángyíntài (Ginta)       | Gao Hao Jun    |
| Qiūyuè Míngzi (Meiko)       | Michelle Lin   |
| Língmù Yàlíshí (Arimi)      | Gina Lim       |
| Xiǎoshíchuān Rén (Jin)      | Sam Tseng      |
| Xiǎoshíchuān Liúměi (Rumi)  | Guo Ching Chun |
| Sōngpǔ Yàoshì (Youji)       | Tang Chih-wei  |
| Sōngpǔ Qiānmízi (Chiyako)   | Joyce Ni       |
| Xiǎomíng Lǎoshī (Namura)    | Matt Wu        |
| Liùfǎntián Wù (Tsutomu)     | Darryl Kuo     |
| Sānlún Wùshǐ (Satoshi)      | James Chen     |

## Film live action
Un film live action basato sulla storia è uscito il 27 aprile 2018, prodotto dalla Warner Bros. Japan LLC. Diretto da Ryūichi Hiroki con la sceneggiatura di Taeko Asano, i due protagonisti sono interpretati da Hinako Sakurai e Ryo Yoshizawa.
La sigla, intitolata Koi (恋?), è dei GReeeeN.
| Personaggio                   | Interprete                     |
| ----------------------------- | ------------------------------ |
| Miki Koishikawa               | Hinako Sakurai                 |
| Yū Matsuura                   | Ryō Yoshizawa                  |
| Ginta Suō                     | Taiki Satō (EXILE, FANTASTICS) |
| Meiko Akizuki                 | Mio Yūki                       |
| Arimi Suzuki                  | Niina Endō                     |
| Satoshi Miwa                  | Kisetsu Fujiwara               |
| Shin'ichi Namura              | Terunosuke Takezai             |
| Jin Koishikawa                | Michitaka Tsutsui              |
| Rumi Matsuura (Koishikawa)    | Rei Dan                        |
| Youji Matsuura                | Shōsuke Tanihara               |
| Chiyako Koishikawa (Matsuura) | Miho Nakayama                  |
| Yoshimitsu Miwa               | Yasufumi Terawaki              |
| Kana Endō                     | Sarina Enoki                   |